# Francesco Amadori
Francesco Amadori (Cesena, 15 gennaio 1932) è un imprenditore italiano, fondatore, assieme al fratello Arnaldo, dell'azienda Amadori.

## Biografia
Nato a Cesena il 15 gennaio 1932, fin da ragazzino affianca i genitori nella commercializzazione di pollame e animali da cortile a livello locale.
A metà degli anni cinquanta, Francesco decide con il fratello Arnaldo di cimentarsi nell'allevamento in proprio. Negli anni sessanta riesce a raggiungere il proprio obiettivo dando vita, a San Vittore di Cesena, a una filiera integrata costruendo un mangimificio, un incubatoio, un allevamento e un impianto di trasformazione alimentare. Il 1969 è la data ufficiale di nascita dell'azienda Amadori.
Negli anni settanta la crescita dell'attività è notevole, e porta Francesco Amadori a ricevere, nel 1973, il premio "Mercurio d'Oro".
Dagli anni novanta, per far fronte all'allarme "pollo alla diossina" esploso in Europa, Francesco Amadori diventa il testimonial delle proprie campagne pubblicitarie per testimoniare in prima persona l'affidabilità, e diventa celebre con il motto Parola di Francesco Amadori. Il gruppo è passato da una piccola realtà famigliare a un'azienda alimentare con oltre 7800 collaboratori in tutta Italia. Nel 2017, il fatturato ha raggiunto gli 1,2 miliardi di euro, e il 2018 ha visto proseguire la crescita con un fatturato complessivo di 1,25 miliardi di euro.
Nel 2002, il Presidente della Repubblica Carlo Azeglio Ciampi lo nomina Cavaliere del Lavoro.
Francesco Amadori è sempre impegnato in azienda, anche se nell'aprile 2015 ha lasciato, a 83 anni, il controllo ai figli Flavio e Denis. Il 52% della holding di famiglia è andato in loro possesso mentre il rimanente 48% rimane a lui. In azienda lavora anche la terza generazione con la nipote Francesca Amadori (fino al 2022); è lei, ex responsabile della comunicazione aziendale, ad avere voluto pubblicare nel 2018 la biografia del nonno Parole di Francesco Amadori, realizzata con Elisabetta Boninsegna e presentata al Presidente della Repubblica.

## Citazioni e omaggi
- Nel 2006 Francesco Amadori è stato imitato più volte da Fiorello nella trasmissione radiofonica Viva Radio 2.